# Kobylanka
Kobylanka è un comune rurale polacco del distretto di Stargard Szczeciński, nel voivodato della Pomerania Occidentale.
Ricopre una superficie di 122,05 km² e nel 2005 contava 5 512 abitanti.